# Ndiadiane Ndiaye
Ndiadiane Ndiaye, también escrito N'Diadian N'Diaye (según la ortografía francesa de Senegal), Njaajaan Njaay o Njajaan Njaay (ortografía serer  en Senegambia) o Njajan Njie (ortografía inglesa en Gambia), también llamado Ahmad Abou Bakr Ibn Omar o Ahmadou Aboubakar entre los wólofs, es según la tradición oral wólof, el ancestro del pueblo wólof. Fue rey del Imperio wólof (el Bourba-Djolof) y reino a partir de 1360.

## El Imperio de Wólof
El Imperio wólof fue una unión entre los reinos Wólof, Serer y Tuculor/Peul. A pesar de que se acredita a Ndiadiane Ndiaye como el fundador del imperio, fue Maad a Sinig Maysa Wali Jaxateh Manneh (rey de Sine aproximadamente entre 1350 y 1370) quien jugó un rol mayor en la fundación del imperio. Ndiadiane Ndiaye fue nombrado y elegido rey por Maad a Sinig Maysa Wali. El Maad a Sinig (rey de Sine) fue el primer rey en someterse a Ndiadiane y en demandar a los otros reyes de Senegambia que le siguieran, cosa que hicieron. Esta confederación voluntaria creó el imperio wólof, con Ndiadiane Ndiaye como emperador y el centro administrativo en Wólof. El imperio no fue creado por conquista militar. Las leyendas serer y wólof sobre Ndiadiane Ndiaye y la fundación del imperio no dicen nada sobre conquistas militares, pero claramente indica que Maad a Sinig Maysa Wali fue la fuerza motriz del imperio, uniéndose los otros reinos voluntariamente.··.

## Genealogía
Una corta genealogía de la familia Ndiadiane Ndiaye.
Familia de Ndiadiane Ndiaye
```
                                                Lamtoro Abraham Sall (
Fouta-Toro
)
                                          ?                 │
                                         (1)  = 
Linguère Fatoumata Sall
   =    
Mbarick Bo

                                          │                               │    (2)
                            ______________│                               │ 
                            │                                     
Brak
 
Barka Bo
    
                            │                                (
Barka Mbodj
, rey de 
Waalo
)
                            │                                             │____________________________________________
               Ndiadiane Ndiaye                  =       Linguère-Awo Maram Doye Gaye      =    Linguère Mbat Mboye   │
              (
Bourba Djolof
)                    │      (1)   (hija de Amar Gaye)          │          (*3)            │
                      ___________________________│                                         │                          │
                      │                                                                Ware Ndiaye                    │
                      │                        _______________________________________________________________________│
                      │                        │
                      │      
Brack
 
Caaka Mbaar Mbodj
  =  
Linguère Ndoye Demba
 (
Reino de Sine
)
                      │            (rey de 
Waalo
)         (princesa de Sine, reina de Waalo)
                      │                                                    (2)
          ┌───────────┴────────────────────────────────────────┐
          │               │                 │                  │
 
Sare Ndiaye
         Guet Ndiaye     Ndombuur Ndiaye    Guedo Ndiaye
(
Bourba Djolof
)
```